# Trnovo (República Srpska)
La municipalidad de Tarnovo o Trnovo se localiza en el interior de la región de Sarajevo-Romanija, dentro de la República Srpska, en Bosnia y Herzegovina. Es uno de los 6 municipios que forman la ciudad de Sarajevo Oriental.

## Localidades
Esta municipalidad de la República Srpska, localizada en Bosnia y Herzegovina se encuentra subdividida en las siguientes localidades a saber:
1. Bogatići
2. Grab
3. Jablanica
4. Kijevo
5. Klanac
6. Milje
7. Podivič
8. Rajski Do
9. Tošići
10. Trnovo
11. Turovi
12. Ulobići
13. Vrbovnik

## Geografía
El municipio de Tarnovo se encuentra en el valle del Zeljeznica, un afluente del río Bosna, entre los montes Jahorina, Bjelašnica y Treskavica. El territorio del municipio está ubicado en un rango de altitudes de entre 600 y 1 700 metros. La parte norte de su territorio forma parte del Parque Nacional Jahorina.
El actual municipio serbobosnio de Tarnovo fue creado a partir de la división en dos del municipio homónimo de preguerra de acuerdo con la demarcación de la frontera entre la Federación de Bosnia y Herzegovina y la República Srpska decidida en el Acuerdos de Dayton. Esta división hizo que la parte del municipio de preguerra asignado a la República Srpska quedara a su vez compuesto de dos sectores separados por el espacio que corresponde a la parte del municipio de preguerra asignada a la Federación de Bosnia y Herzegovina que constituye un municipio denominado también Trnovo y cuyo territorio forma una estrecha franja de seis kilómetros que separa los dos sectores del municipio serbobosnio y que forma parte del corredor territorial que une Goražde el resto de la Federación de Bosnia y Herzegovina.
El sector norte del municipio serbobosnio corresponde al entorno de las aldeas de Jablanica y Kijevo y forma parte de la ciudad de Sarajevo Oriental, en tanto que el sector sur corresponde al entorno inmediato de la ciudad de Tarnovo.

## Demografía
Si se considera que la superficie total de este municipio es de ciento treinta y cinco kilómetros cuadrados y su población está compuesta por unas 3.895 personas, se puede estimar que la densidad poblacional de esta municipalidad es de veintinueve habitantes por cada kilómetro cuadrado de esta división administrativa.